# Клаус Губер
Клаус Губер (нім. Klaus Huber, (*30 листопада 1924 — †2 жовтня 2017) — швейцарський композитор, диригент, педагог та скрипаль.

## Життєпис
Вчився спочатку в педагогічному коледжі в Кюснахті і влаштувався на роботу викладачем. В 1947-1955 роках вивчав музикознавство й композицію в Університеті музики і театру в Цюриху і гру на скрипці у Стефі Гайєра. 
У 1949-1955 роках вчився скрипці в Консерваторії у Цюриху. В 1955-1956 роках навчався у Берліні.
Міжнародну популярність здобув, коли на Міжнародному дні музики Міжнародне товариство сучасної музики в Римі 1959 року прозвучала його камерна кантата.
У 1960 —1963 роках Губер викладав історію музики в консерваторії у Люцерні в 1964 році теорію музики, композицію та інструментовку в Академії музики у Базелі.
З 1973 до 1990 років викладав композицію у Фрайбурзькій вищій школі музики. Серед його учнів Браян Фернехоу, Кайя Сааріаго, Вольфганг Рім, Йоганес Шьольгорн та інші.
Музична творчість Клауса Губера основана на принципах серіалізму. 
У вісімдесятих роках двадцятого століття став цікавитися арабською музикою та поезією.